# 施坦威D-274

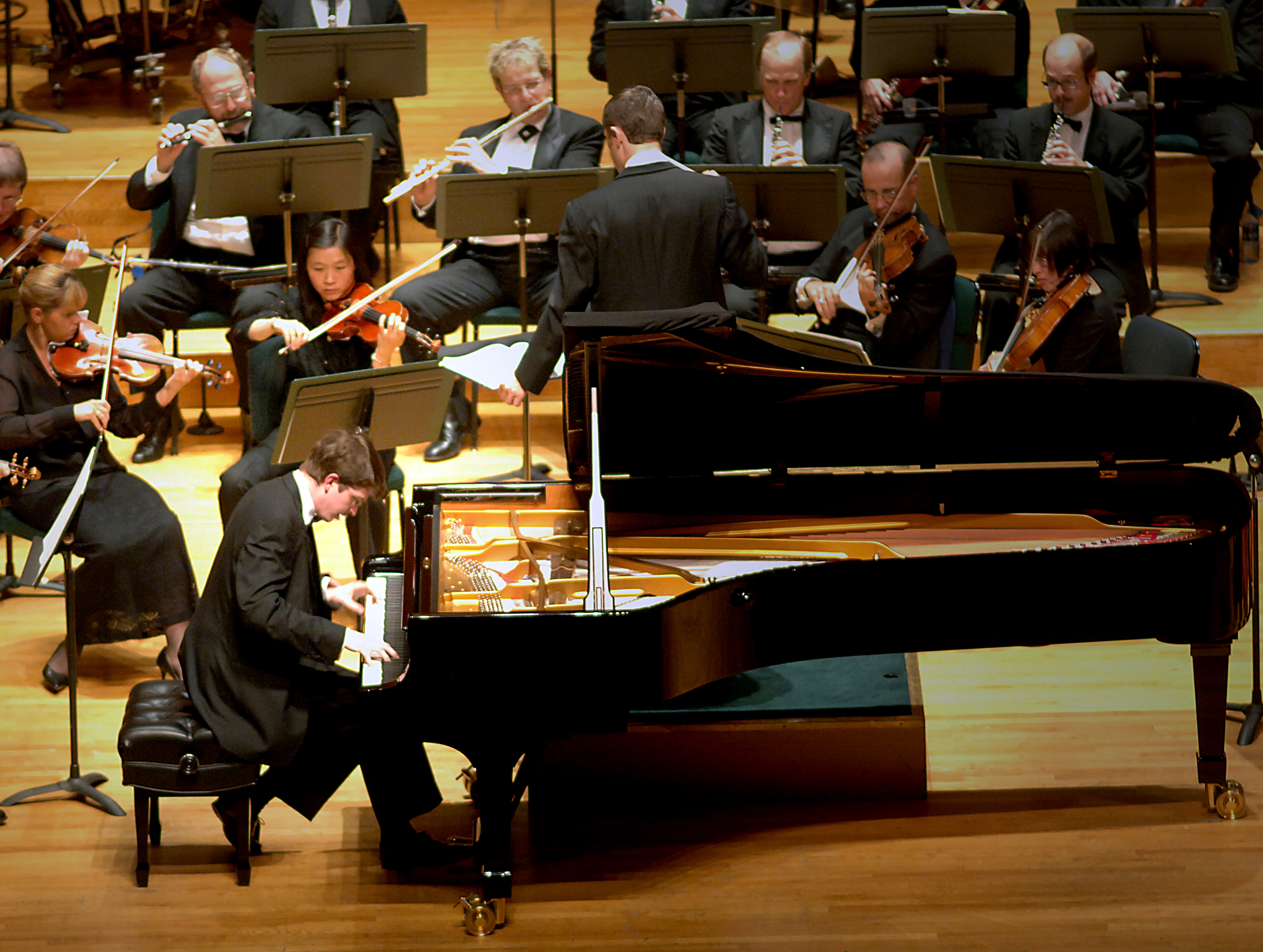
美国钢琴家斯蒂芬·别乌斯在珍娜-芭侯雅国际钢琴比赛上用史坦威D-274钢琴演奏

史坦威D-274（英語：Steinway D-274），又称史坦威D系列，是施坦威三角钢琴中的旗舰，该型号最早于1884年推出。如今几乎是大型演奏会的首选钢琴。
D-274钢琴长274厘米（8′11¾″），宽156厘米（61¼″），重达480公斤（990磅），是钢琴中的庞然大物。是目前专业音乐厅的演奏会上最常用的钢琴。在范·克莱本国际钢琴比赛上，主办方还会提供两架D-274给演奏家选择。
一份2003年的统计显示，全世界超过90%的专业音乐厅正在使用史坦威D-274三角钢琴。

## 设计
施坦威D系列最初由公司创始人的儿子们参与共同设计，小亨利·施坦威设计琴弦和击弦结构；西奥多·施坦威负责设计重锤、钢架结构以及外层的压木板；阿尔伯特斯·坦威负责踏板；这些部件以及最关键的音板的设计都在19世纪业已完成。至今100多年，D系列只做过两个改进：一项是1936年在音板上採取了振膜式結構，厚度由中央向四周遞減，可讓音板的共鳴更好，將琴弦的能量更有效的放大傳遞。另外一项直到最近施坦威改进了琴键重锤的的敲击结构，使得演奏手感更好，更省力，音质也更响亮。

## 延伸阅读
- Barron, James. . New York: Holt. 2006. ISBN 978-0-8050-7878-7.
- Chapin, Miles. . New York: Potter. 1997. ISBN 978-0-517-70356-4.
- Matthias, Max.  3rd. Bergkirchen, Germany: PPV-Medien/Bochinsky. 2006. ISBN 978-3-923639-15-1.